# Tratteggio
O Tratteggio é um método de restauro e conservação de pintura no qual se reintegra as lacunas mediante finos traços (vulgarmente, verticais) que se justapõem, e que se ajustam em espessura e em cor ao original. São perfeitamente visíveis de perto, mas ao longe desaparecem aos olhos do espectador, pelo que o aspecto da lacuna é bastante semelhante ao da capa da pintura original, com a importância que constitui na devolução de significado à obra. Um método semelhante consiste em aplicar a cor com pontos, em vez de traços. 

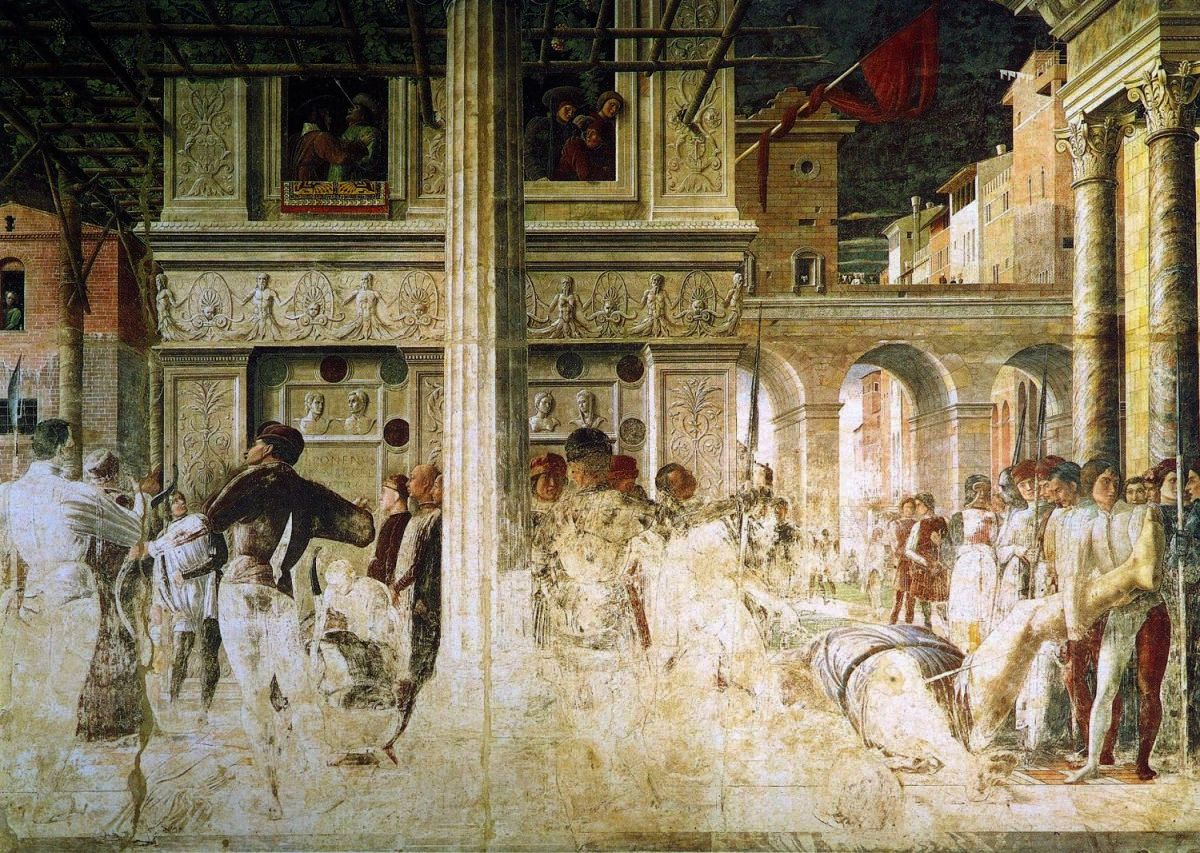
Pintura a fresco danificada de Andrea Mantegna na Cappella Ovetari.